# Theosbaena cambodjiana
Theosbaena cambodjiana is een bronkreeftjessoort uit de familie van de Halosbaenidae. De wetenschappelijke naam van de soort is voor het eerst geldig gepubliceerd in 1985 door Cals & Boutin.